# Batrachorhina albolateralis
Batrachorhina albolateralis là một loài bọ cánh cứng trong họ Cerambycidae.